# Henry Raabe
Henry Raabe Méndez (* 14. März 1983 in Cartago) ist ein costa-ricanischer Radrennfahrer.
Henry Raabe wurde jeweils dreimal costa-ricanischer Meister der Elite im Straßenrennen und Einzelzeitfahren. In den Jahren 2007 und 2008 gewann er die Gesamtwertung der Vuelta Ciclista a Costa Rica. Raabe vertrat sein Land bei den Olympischen Spielen 2008, wurde im Straßenrennen jedoch überrundet.

## Erfolge
2005
- Costa-ricanischer Meister – Einzelzeitfahren (U23)
- Costa-ricanischer Meister – Straßenrennen (U23)

2006
- Costa-ricanischer Meister – Einzelzeitfahren
- Costa-ricanischer Meister – Straßenrennen
- Gesamtwertung und drei Etappen Vuelta Ciclista a Costa Rica

2007
- Gesamtwertung und vier Etappen Vuelta Ciclista a Costa Rica

2008
- Costa-ricanischer Meister – Einzelzeitfahren

2009
- Costa-ricanischer Meister – Straßenrennen

2010
- Costa-ricanischer Meister – Straßenrennen
- eine Etappe Vuelta Ciclista a Costa Rica

2011
- eine Etappe Vuelta Ciclista a Costa Rica

2013
- Costa-ricanischer Meister – Einzelzeitfahren

2014
- eine Etappe Vuelta a Costa Rica